# Вілсон (округ Раск, Вісконсин)
Вілсон (англ. Wilson) — місто (англ. town) в США, в окрузі Раск штату Вісконсин. Населення — 116 осіб (2020).

## Демографія
Згідно з переписом 2010 року, у місті мешкало 106 осіб у 38 домогосподарствах у складі 33 родин. Було 56 помешкань
Расовий склад населення:
| - 98,1 % — білих - 0,9 % — корінних американців |

До двох чи більше рас належало 0,9 %. Частка іспаномовних становила 0,0 % від усіх жителів.
За віковим діапазоном населення розподілялося таким чином: 31,1 % — особи молодші 18 років, 51,9 % — особи у віці 18—64 років, 17,0 % — особи у віці 65 років та старші. Медіана віку мешканця становила 35,8 року. На 100 осіб жіночої статі у місті припадало 112,0 чоловіків;  на 100 жінок у віці від 18 років та старших — 114,7 чоловіків також старших 18 років.
Медіана доходів становила 53 750 доларів для чоловіків та 34 063 долари для жінок. За межею бідності перебувало 23,7 % осіб, у тому числі 36,4 % дітей у віці до 18 років та 0,0 % осіб у віці 65 років та старших.
Цивільне працевлаштоване населення становило 38 осіб. Основні галузі зайнятості: виробництво — 23,7 %, мистецтво, розваги та відпочинок — 23,7 %, освіта, охорона здоров'я та соціальна допомога — 23,7 %.